# Jan Šašek
Jan Šašek (* 30. května 1984 Rokycany) je český podnikatel a politik, od roku 2012 zastupitel Plzeňského kraje, od roku 2010 zastupitel města Rokycany (navíc v letech 2014 až 2022 místostarosta města), člen ODS.

## Život
Jan Šašek se narodil v Rokycanech, kde vystudoval SOŠ a na VŠ politologii a veřejnou správu.
V únoru 2025 publikoval server Expres.cz zprávu, že se mu má v dubnu 2025 narodit dcera. Druhým tatínkem je bývalý ministr spravedlnosti ČR a poslanec Evropského parlamentu Jiří Pospíšil, který se po Šaškově boku objevuje už dlouhou řadu let. Dítě jim odnosí náhradní matka. Dcera dostane jméno Meda po slavné mecenášce umění Medě Mládkové, ke které měl Pospíšil velmi blízko.

## Politické působení
Je členem ODS. Od roku 2010 je zastupitelem města Rokycany, mezi lety 2014 a 2022 byl místostarostou, od tohoto roku je předsedou kontrolního výboru tamtéž. Je taktéž zastupitelem Plzeňského kraje, v roce 2018 se stal předsedou výboru pro oblast investic a správu majetku.
V krajských volbách 2024 byl lídrem společné kandidátky koalice „ODS a TOP 09 – SPOLEČNĚ DO KRAJE“ v Plzeňském kraji. Mandát zastupitele se mu podařilo obhájit.